# آکیرا کونو
آکیرا کونو (انگلیسی: Akira Konno؛ زادهٔ ۱۲ سپتامبر ۱۹۷۴) بازیکن فوتبال اهل ژاپن است.
از باشگاه‌هایی که در آن بازی کرده‌است می‌توان به باشگاه فوتبال جوبیلو ایواتا و باشگاه فوتبال کاوازاکی فرونتال اشاره کرد.